# Those Who Hunt Elves
Those Who Hunt Elves (エルフを狩るモノたち Erufu wo karumono-tachi?) es un manga escrito e ilustrado por Yū Yagami, adaptado a dos series de anime de 12 episodios cada una por el estudio Group TAC. TV Tokyo emitió la primera temporada entre octubre y diciembre del año 1996, mientras que la segunda temporada se emitió en el mismo lapso pero en el año 1997.
Ambas temporadas fueron adquiridas por Locomotion y transmitidas para América Latina con doblaje al español realizado en México. Terminado el tiempo de exclusividad que tenía el canal, la distribución de la serie quedó en manos de Xystus, así Televen emitió la serie en Venezuela, aunque censurada. También fueron puestas a la venta en VHS y DVD por ADV Films en toda América.

## Argumento
El argumento gira alrededor de tres viajeros, un hombre y dos mujeres, con el epítome Those Who Hunt Elves (Aquellos que cazan Elfos), y la hechicera Celcia, perdidos en un mundo de fantasías. Ellos buscan cinco fragmentos de hechizos localizados en la piel de las elfos en forma de tatuajes, con el fin de que cuando los junten podrán regresar a Japón. A este grupo también los acompaña un tanque Tipo 74, el cual fue transportado al mundo mágico junto con ellos. La mayor parte del humor de esta serie viene de la reacción de las elfos cuando tienen que desnudarse para buscar el hechizo.

## Personajes
Los diseños/adaptación de personajes para la serie de anime fueron realizados por Keiji Gotoh (responsable de los diseños de personajes en series como Martian Successor Nadesico y Sorcerer Hunters).

### Cazadores de Elfos
- Junpei Ryuzouji: (19 años) Es un hombre muy fuerte experto en karate. Junpei es el músculo del grupo así como el único hombre del mismo. Tiene un carácter rudo para decir las cosas y es directo, lo que frecuentemente ocasiona que esté en líos por su forma de proceder. Está obsesionado con el curry y en discutir con Celcia, pero cuando ésta se encuentra en peligro es el primero en dar un paso para rescatarla. Además, aunque siempre parece dar muestras de estar enamorado de Airi (de quien obedece cualquier orden sin dudar) en el manga se muestra en determinado momento que tiene sentimientos hacia Ritsuko y hacia Celcia. Una de sus frases más frecuentes al final de cada capítulo de la segunda temporada es "por eso odio las historias fantásticas". Suele usar una chaqueta blanca con grandes hombreras y tiene un peinado moderno con la parte delantera levantada. Su pantalón es liso con ondulaciones.

- Ritsuko Inoue: (16 años). Es una adolescente aficionada a las armas y cualquier otro tipo de avance militar (cuando era pequeña pidió a Santa Claus una brújula que usa el ejército japonés). Esto hace que tenga un carácter un poco rudo, aunque en su interior se sigue comportando como una colegiala con actitudes como mostrar su cariño a Mike y a Pichi, o recriminando a Junpei por alguna de sus actuaciones, o incluso alabándole por las mismas. Se encarga de conducir el tanque y actúa como una francotiradora. En una parte del manga que no llegó a ser animada, nos enteramos de que ella y Junpei ya se conocían en Japón antes de viajar al mundo de los Elfos.

- Airi Komiyama:(24 años) Talentosa y hermosa actriz ganadora de un Óscar. Puede cambiar sus emociones en un instante. Actúa como la estratega del grupo. Suele usar a Junpei para los planes arriesgados diciéndole "hazlo por mí por favor".

- Celcia Marie Claire: Elfa mayor y suma sacerdotisa de los Elfos, es la Elfa más poderosa y famosa por derrotar a una hechicera que amenazó al mundo. En realidad, dicho hechizo forzó a los Cazadores a venir al mundo actual y por ello aceptó ayudarlos. En la primera temporada se transforma en un perro llamado Puchi sin poder volver a su forma original mientras lleve los fragmentos encima. En la segunda temporada por culpa de una maldición se transforma en un pequeño panda; más adelante (en el manga) la vemos transformarse en un pequeño mono y posteriormente en un ave. Por culpa de su discusión con Junpei el hechizo se dispersa dos veces, al principio y al final de la primera temporada. Siente un gran amor por Junpei, pese a que siempre se están peleando.

- Miké: Es el espíritu de un gato que se metía dentro de los peluches en un pueblo. En uno de sus saltos de cuerpo se mete en el Tipo 74.

- Pichi: Es una especie de oso blanco cuya raza come plantas y defeca rollos de papel higiénico, los cuales son tratados como tesoros de reyes en el mundo. Inoue se encariña con él hasta el punto de arriesgar su vida para salvarlo. En el anime solo sale en la segunda temporada aunque hace un pequeño cameo en el final de la primera.

### Secundarios
- Anette: Es una Elfa sacerdotisa y ayudante de Celsia que odia a los Cazadores por separarla de Celsia. Tras un capítulo en la primera temporada en el que descubre la verdad de los Cazadores, decide ayudarlos. Es la culpable de que Celsia se transforme en panda (zoontropía). Suele ir acompañada por dos ayudantes ancianos (Einal y Beenal) que siempre se lamentan de lo que haga Anette.

- Juez: Es un magistrado Elfo que persigue al grupo para recriminarle sus acciones. Es el encargado de llevar a cabo la justicia élfica como se demuestra en la primera temporada.

- Magistrada: Es la juez que se encarga de realizar el juicio al grupo por desnudar a las elfas del mundo. Luego les autoriza a desnudarlas debido al peligro que corre el mundo. Viste como una juez de película con la toga y el gorro.

## Reparto
| Personaje           | Actor de Voz (Japón) | Actor de Voz (Latinoamérica)            |
| ------------------- | -------------------- | --------------------------------------- |
| Airi Komiyama       | Michie Tomizawa      | Dulce Guerrero                          |
| Ritsuko Inoue       | Yuko Miyamura        | Cristina Hernández                      |
| Junpei Ryuzouji     | Tomokazu Seki        | Enrique Cervantes                       |
| Celcia Marie Claire | Kotono Mitsuishi     | Romy Mendoza                            |
| Anette              | Tomoko Kawakami      | Mónica Estrada, Xóchitl Ugarte (temp 2) |
| El juez             | Fumihiko Tachiki     | Ricardo Hill                            |

## Lista de Episodios
Nota: Los episodios son traducciones de la versión en inglés por lo que no pueden corresponder necesariamente al doblaje en español.
Those Who Hunt Elves
- Episodio 1 - Aquellos que Cazan duendes atacan - Those who hunt elves attack!.
- Episodio 2 – Un Equipo Invencible es Formado - A Invencible team is formed.
- Episodio 3 - ¿El Rojo o el Azul? - ¿The red one or the blue one?
- Episodio 4 – La Búsqueda del peleador 1000. - The Search of the 1000th figther.
- Episodio 5 – La Adición del Quinto Miembro. - The adittion of the fifth fiend.
- Episodio 6 – El Más Horrible Hechizo de Todos. - The most horrible spell of all time.
- Episodio 7 – Atrápame en un Campo de Flores. - Catch me in a field of flowers.
- Episodio 8 – Al Final de este Mundo y Más Allá. - To the end of this world and beyond
- Episodio 9 – Deja a la Doncella Bailar en la Belleza. - Let the Maiden dance in beauty.
- Episodio 10 – La Duende que no podía Desvestirse. - The Elf who couldn't undress
- Episodio 11 – Sin Mañana para los capturados. - No tomorrows for the captured
- Episodio 12 – Y Aquellos que Aún Cazan Duendes. - And those who still hunt elves

Those Who Hunt Elves II
Los títulos de esta temporada responden a la forma "Those who..." en español: "Aquellos que..." haciendo juego con el título de la serie:
- Episodio 01 – Aquellos que pescan elfos.
- Episodio 02 – Aquellos que limpian.
- Episodio 03 – Aquellos que han sido malditos.
- Episodio 04 – Aquellos que manipulan los cielos y la tierra.
- Episodio 05 – Aquellos que siembran.
- Episodio 06 – Aquellos que han sido engañados.
- Episodio 07 – Aquellos que cazan lobos.
- Episodio 08 – Aquellos que Ocasionalmente protegen duendes.
- Episodio 09 – Aquellos que esperan a Noel.
- Episodio 10 – Aquellos que pelean por llamar la atención.
- Episodio 11 – Aquellos que sueñan.
- Episodio 12 – Y aquellos que aún cazan duendes.

## Música
La banda sonora de la serie fue compuesta por Hideki Tsutsumi para la primera temporada, y para la segunda por Hideki Tsutsumi y Tsuyoshi Yokoyama.

### Primera temporada
- Opening:
  - Angel Blue por Naoko Hamasaki.

- Ending:
  - Tensai wa Saigo ni Yattekuru por Naoko Hamasaki.[3]

### Segunda temporada
- Opening:
  - Round 11 por Naoko Hamasaki.

- Ending:
  - To a Place Beyond Miracles por Naoko Hamasaki.[4]